# Лицеистка соблазняет преподавателей
«Лицеистка соблазняет преподавателей» (итал. La liceale seduce i professori) — фильм 1979 года режиссёра Мариано Лауренти. Итальянская эротическая комедия, является третьим фильмом из серии «Лицеистка» (итал. La liceale), сиквел «Лицеистка в классе для отстающих» (1978).

## Сюжет
В выпускном классе появляется новая ученица Анджела (Глория Гвида), племянница директора лицея (Лино Банфи). Чтобы улучшить успеваемость своего кузена Артуро (Нинетто Даволи) и самой получить хорошую оценку на экзамене, Анджела решает соблазнить строгого учителя истории (Карлетто Спасито).

## Роли
- Глория Гвида — Анджела Манчинелли
- Лино Банфи — преподаватель Паскуале Ла Риккьюта
- Карлетто Спасито[англ.] — преподаватель Каччоппо
- Альваро Витали[англ.] — Сальватореe Пинцарроне
- Нинетто Даволи — Артуро
- Лоррэйн ди Селле[англ.] — Федора
- Донателла Домиани[англ.] — Ирма

## Производство
Фильм снимался в Апулии, в городах Корато (сцены в школе) и Трани (на набережной Христофора Колумба, в порту, у Кафедрального собора Трани, в дискотеке Samarcanda и кинотеатре Cinema Impero).
Глория Гвида исполняет две песни из саундтрека: «Come vuoi ... con chi vuoi» и «Stammi vicino».
Фильм вышел в прокат 9 августа 1979 года.

## Фильмы серии
- «Лицеистка» (1975)
- «Лицеистка в классе для отстающих»[англ.] (1978)
- «Лицеистка соблазняет преподавателей» (1979)
- «Лицеистка, дьявол и святая вода»[англ.] (1979), фильм-антология
- «Лицеистка на море с другом своего папы»[англ.] (1980), без Глории Гвиды